# Robert for årets ikke-amerikanske film
Robertprisen for årets ikke-amerikanske film er en filmpris der uddeles af Danmarks Film Akademi ved den årlige Robertfest. Prisen er blevet uddelt siden 1993.

## Prismodtagere

### 1990'erne
- 1993 – Strictly Ballroom
- 1994 – The Piano
- 1995 – Resten af dagen
- 1997 – Postbudet
- 1998 – Det' bare mænd
- 1999 – My name is Joe

### 2000'erne
- 2000 – Delt mellem Livet er smukt og Alt om min mor
- 2001 – Tiger på spring, drage i skjul
- 2002 – Moulin Rouge!
- 2003 – Den fabelagtige Amélie fra Montmartre
- 2004 – Good Bye, Lenin!
- 2005 – Ondskab
- 2006 – Der Untergang
- 2007 – De andres liv
- 2008 – Eastern Promises
- 2009 – Maria Larssons evige øjeblik

### 2010'erne
- 2010 – Slumdog Millionaire
- 2011 – An Education
- 2012 – Kongens store tale
- 2013 – Amour
- 2014 – Adèles liv – kapitel 1 & 2
- 2015 – Force Majeure
- 2016 – Mommy
- 2017 – Sauls søn af László Nemes
- 2018 – The Square af Ruben Östlund
- 2019 – Grænse af Ali Abbasi

### 2020'erne
- 2020 Parasite af Boon Jong-ho